# سلجوق إينان
سلجوق إينان (بالتركية: Selçuk İnan)‏ وهو لاعب كرة قدم تُركي في مركز الوسط ولد في يوم 10 فبراير 1985 في مدينة إسكندرونة في تركيا، يلعب حالياً مع نادي غلطة سراي وسبق له اللعب مع نادي طرابزون سبور ومانيساسبور ودردنيل سبور، كما لعب مع منتخب تركيا لكرة القدم ويبلغ طوله 182 سم.

## روابط خارجية
- سلجوق إينان على موقع الاتحاد الدولي (مؤرشف)  (الإنجليزية)
- سلجوق إينان على موقع الاتحاد الأوربي (الإنجليزية)
- سلجوق إينان على موقع اتحاد تركيا (لاعب) (الإنجليزية)
- سلجوق إينان على موقع قاعدة بيانات كرة القدم.إي يو (الإنجليزية)
- سلجوق إينان على موقع ناشيونال فوتبول تيمز (الإنجليزية)
- سلجوق إينان على موقع Soccerway.com (الإنجليزية)
- سلجوق إينان على موقع عالم كرة القدم.نت (الإنجليزية)
- سلجوق إينان على موقع AS.com (الإسبانية)